# マルチタッチ

マルチタッチスクリーン

コンピューティングにおけるマルチタッチは表面（トラックパッドやタッチパネル）で2点以上のやり取りが存在することを認識するためのタッチセンシングを指す。この複数点認識はたびたびピンチ・トゥ・ズームや前もって定義したプログラムのアクティベーションといった高度な機能を実行するために使用される。
曖昧さ解消の努力や一部企業によるさらなるマーケティング分類によってマルチタッチの様々な定義が分類されている。例として3Mではマルチタッチを、3つ以上異なる位置を登録するためのタッチパネル機能と定義している。

## マルチタッチの歴史
マルチタッチ技術やパーソナルコンピュータ以前よりタッチパネル技術が電子機器を操作するために使用されることはあった。ヒュー・ル・ケインやロバート・モーグといった初期のシンセサイザーや電子楽器製作者はタッチセンサー式静電容量方式センサーで音を奏でる実験をしていた。1960年代にIBMは初めてのタッチパネル生産を開始し、1972年にコントロール・データ・コーポレーションが発売したPLATO IVコンピュータでは教育向け端末としてユーザーインターフェイスに16×16のシングルタッチポイントが使用された。

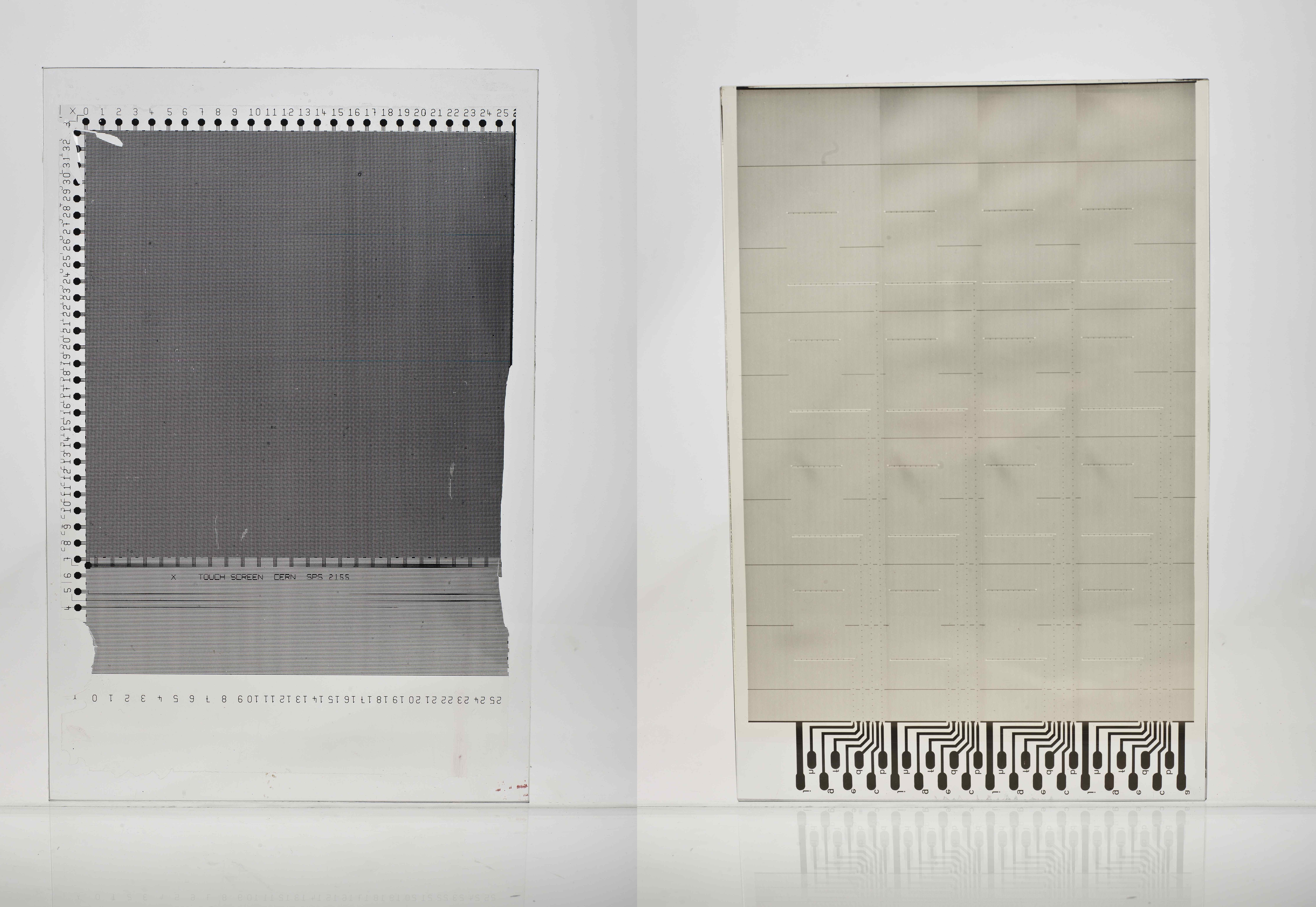
CERNが開発したx-yの相互キャパシタンスマルチタッチスクリーンの試作品

初期の静電容量方式マルチタッチスクリーン技術の一つとしてCERNが1977年に開発したのは、1972年にデンマークの電気技術者であるベント・スタンプが開発した静電容量方式マルチタッチスクリーンが元になっている。この技術はスーパー陽子シンクロトロン粒子加速器のコントロールルーム向けの新型ユーザインターフェイスの開発に使用された。
スタンプは1972年3月11日付けの手書きノートで、静電容量式タッチスクリーンを使ってディスプレイに固定数のプログラマブルボタンをディスプレイに表示する計画を書いている。このスクリーンはガラスシート上で銅のフィルムにコンデンサのセットをエッチングし、各コンデンサは指の感触により近くのフラット導体で構築されキャパシティが相当量増える。コンデンサは細い線で構成されガラスシート上で銅にエッチングされる。コンデンサは目に見えないほどの十分な細さ(80 μm)と広がり(80 μm)を必要とする(CERN Courier April 1974 p117)。最新型のデバイスでは指が直接コンデンサに触れないようにシンプルなラッカーコーティングが施されている。
マルチタッチ技術が始まったのは1982年のことでトロント大学の入力研究グループが初めての人による入力のマルチタッチシステムを開発した。このシステムではすりガラスパネルの下にカメラを仕込んでいる。一本もしくは数本の指でガラスを押した時にカメラが白背景の中で動きを示した一つ以上の黒いドットを検知することで入力を登録できるようにする。ドットの大きさは圧力（人がどれだけの圧力でガラスを押したか）で変わり、システムもやや圧力に敏感になる。
1983年、ニュージャージー州マレーヒルにあるベル研究所がタッチパネルベースのインターフェイスに関する包括的なディスカッションを行った。1984年、ベル研究所は複数の手で画像を変えるタッチパネルを設計した。1985年、ビル・バクストンを含むトロント大学のグループがかさばったカメラベースの光学検知システムに代わる静電容量式のマルチタッチタブレットを開発した。
マルチタッチが発展し始めたのが1991年からで、ピエール・ウェルナーが数本の指とピンチングモーションをサポートしたマルチタッチの「デジタルデスク」を論文として発表した。
初期のタッチスクリーン地図用のテーブルインターフェースの一部として、ダニー・ヒリスによって、現在「ピンチ・トゥ・ズーム」と呼ばれるズームインターフェースを制御するために複数のタッチポイントを使用すること発明が公開され、特許を取得した。マルチタッチにはいくつかの特許があるが、後に法廷紛争となった事例として、Appleとサムスン間での「ピンチ・トゥ・ズーム」がある。この特許に関するAppleの主張を、ヒリスの特許に記載されているという理由で却下したUSPTOの決定根拠となった。
21世紀始めにこれらの発明により数社の企業が拡大していった。フィンガーワークスという企業はタッチストリームキーボード、iGesture Padといった数種類のマルチタッチ技術を1999年から2005年の間に開発した。マルチタッチ技術のいくつかの研究は2000年代初期にコーネル大学のヒューマンファクター・人間工学教授のアラン・ヘッジによるものである。Appleがフィンガーワークスと同社のマルチタッチ技術を買収したのは2005年のことである。マルチタッチ技術が主流となっていったのはiPhoneが人気を得ていった2007年のことでスティーブ・ジョブズが初代iPhoneの発表時に「マルチタッチを発明した」と述べた。発表やキャパシティブモバイルスクリーンのようなアプリケーション領域を除く特許の出願以前のマルチタッチに関する機能や用語は少なくともAppleとフィンガーワークスによる技術以前は存在していない（フィンガーワークスは2001年から2005年の間に特許を出願しており、その後改良されたマルチタッチはAppleが特許を取得している）。Appleは最初に携帯電話でマルチタッチを搭載したことになる。2001年に開発が始まったマイクロソフトのテーブルトップタッチプラットフォームであるMicrosoft PixelSenseはユーザによるタッチと自身の電子デバイス両方による対話を可能にする。同じく2001年に三菱電機の米国研究所がダイアモンドタッチというマルチタッチ、マルチユーザシステムの開発を始めた。静電容量式がベースだが、ユーザ（各ユーザの椅子や立っているユーザのフロアパッド）を同時に識別できる。商品化されたのは2008年のことだった。
小型化されたタッチデバイスの一般化は急速になっており、タッチスクリーン携帯電話の出荷台数は2006年の20万台から2012年の2100万台にまで増加されると予想されている。

## ブランド・製造メーカー

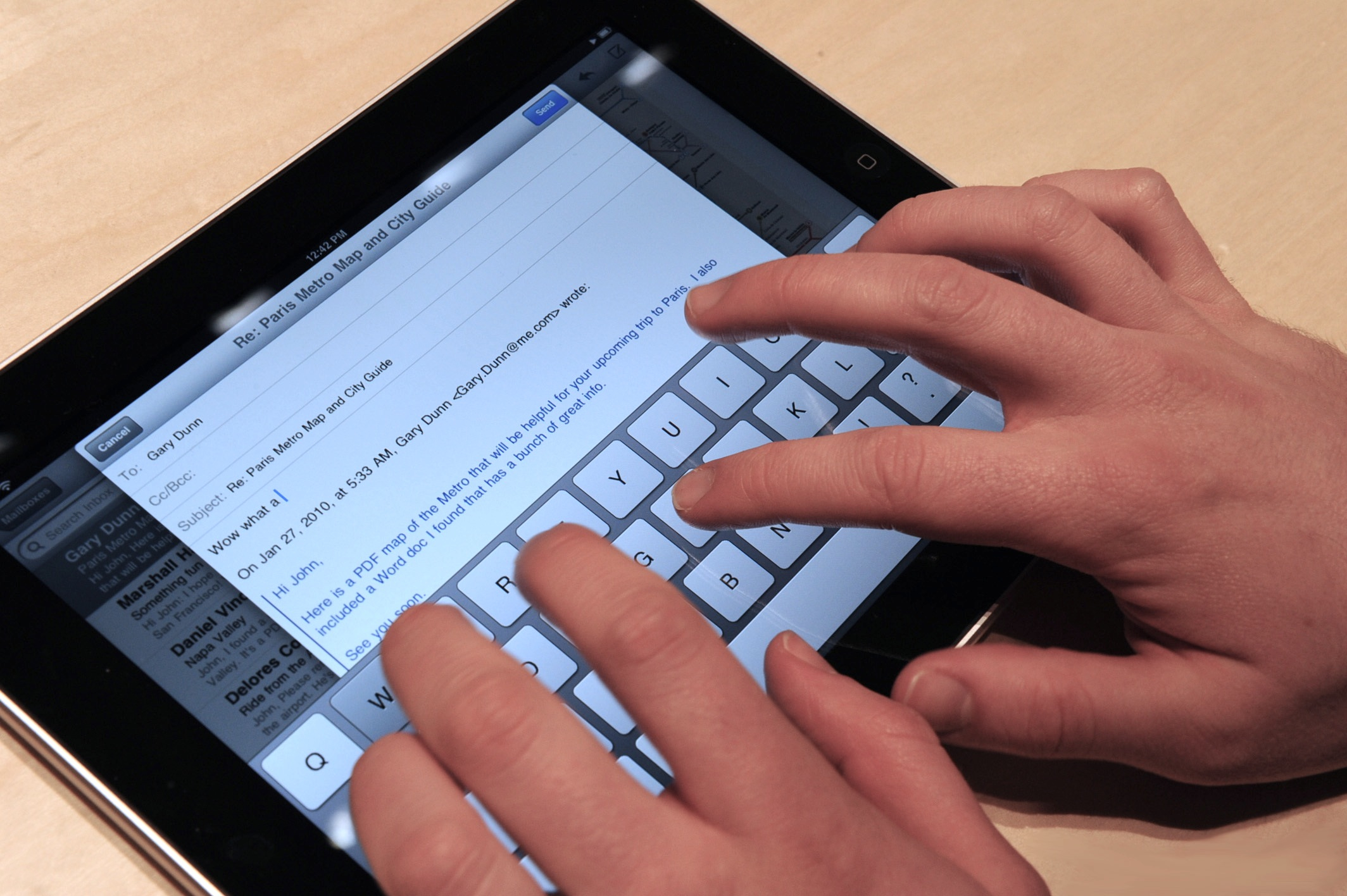
iPadのバーチャルキーボード

Appleはマルチタッチ技術を使用した製品を数多く販売しており、特に有名なのがスマートフォンのiPhoneとタブレットコンピュータのiPadである。さらに、Appleはユーザインターフェイスにおけるマルチタッチの実行に関する特許を持っており、加えてアメリカ合衆国で「マルチタッチ」を商標登録しようとしたが、米国特許商標庁は普通名称と判断したため承認しなかった。
マルチタッチによる感知や処理はタッチ面に張り付いているASICセンサーを経由する。通常、別々の企業で生産されたASICとスクリーンを組み合わせてタッチスクリーンとなるが、トラックパッドの表面とASICは通常同じ企業によって生産される。カジュアルユーザーから多国籍企業まで全てのためのシステム設計によるマルチタッチ産業の成長によって数年で拡大した大企業もある。
今どきの一般的なパソコン製造メーカが自社のノートパソコンやタブレットにマルチタッチトラックパッドを搭載したことで、従来のスタイラス入力からタッチ入力に取って代わっており、従来の多くのオペレーティングシステムがアップデートなどで対応している。
一部の企業はパーソナルエレクトロニクスに代わって大型マルチタッチテーブルや壁面の大型面コンピューティングに注目している。これらのシステムは政府組織、博物館や企業が情報の伝達手段や展示ディスプレイとして使用している。

## 実行
マルチタッチはインターフェイスのサイズや種類によっていくつかの違った方法で実行されている。もっとも普及している形状は携帯デバイス、タブレット、タッチテーブルや壁である。タッチテーブルや壁はLEDバックライトによってアクリル板やガラス板を通して描写される。
種類
- 静電容量技術
  - 表面静電容量技術（英語版）もしくはニアフィールドイメージング (NFI)
  - 投影型静電容量タッチ (PST)
    - 相互キャパシタンス
    - セルフキャパシタンス

  - インセル式静電容量方式
- 抵抗技術
  - アナログ型抵抗（英語版）
  - デジタル型抵抗もしくはインセル式静電容量方式
- 光学技術
  - 光学イメージングもしくは赤外線技術
  - Rear Diffused Illumination (DI)
  - 赤外線グリッド（オプトマトリックス）もしくはデジタル・ウェーブガイド・タッチ (DWT)™もしくは赤外線光導波路
  - 減衰全反射 (FTIR)
  - Diffused Surface Illumination (DSI)
  - Laser Light Plane (LLP)
  - インセル式光学
- 波技術
  - 表面弾性波 (SAW)
  - Bending Wave Touch (BWT)
    - 分散信号タッチ (DST)
    - 音響パルス認識 (APR)
- Force-Sensing Touch Technology

光学タッチ技術は表面を指か物でタッチたときに光が散乱し反射がセンサーやカメラがキャッチしデータが測定された反射の種類に応じてタッチへの応答を指示するソフトウェアに送信される。タッチ面はまた確実に押されて反射を変えた場合の異なる応じ方を屈曲することで追加された感圧コーティングで感圧を生成できる。ハンドヘルド技術は電荷を伝送するパネルを使用する。指がスクリーンをタッチした場合、パネルの電場をかき乱す。このかき乱しは登録され、ソフトウェアに送信されることでジェスチャーへのレスポンスを開始する。
数年前まではマルチタッチ使用製品を発売していたのは数社にとどまっていたが、高価な技術をより身近にする試みとして、DIYでタッチスクリーンを作る方法が趣味が高じた人物により公開されている。

### マルチタッチジェスチャー
単にタッチジェスチャー（英語：touch gesture(s)）ともいう。マルチタッチのジェスチャーにはマルチタッチデバイスを操作するために標準化された動作があり、多くのApple製品や一部のラップトップ、デスクトップコンピュータに対応しており、iPhone、iPad、Android携帯電話やタブレット、一部のBlackBerry端末といった最も一般的なスマートフォンやマルチタッチタブレットの一部にもなっている。
これらのうち、1本指操作のものについては、マルチタッチ非対応のトラックパッドやタッチパネルでも言われることがある。
| タップ（1回）                                |
| ダブルタップ（2回）                          |
| ロングプレス（ロングタップ、長押し）         |
| スクロール、スワイプ（押さえたまま指を移動） |
| パン（押さえたまま指を移動）                 |
| フリック（押さえたまま指を移動して離す）     |
| 2本指タップ                                  |
| 2本指スクロール                              |
| ピンチ                                       |
| スプレッド                                   |
| 回転                                         |